# WNT11
WNT11 (англ. Wnt family member 11) – білок, який кодується однойменним геном, розташованим у людей на короткому плечі 11-ї хромосоми. Довжина поліпептидного ланцюга білка становить 354 амінокислот, а молекулярна маса — 39 179.
| 10         |  | 20         |  | 30         |  | 40         |  | 50         |
| ---------- |  | ---------- |  | ---------- |  | ---------- |  | ---------- |
| MRARPQVCEA |  | LLFALALQTG |  | VCYGIKWLAL |  | SKTPSALALN |  | QTQHCKQLEG |
| LVSAQVQLCR |  | SNLELMHTVV |  | HAAREVMKAC |  | RRAFADMRWN |  | CSSIELAPNY |
| LLDLERGTRE |  | SAFVYALSAA |  | AISHAIARAC |  | TSGDLPGCSC |  | GPVPGEPPGP |
| GNRWGGCADN |  | LSYGLLMGAK |  | FSDAPMKVKK |  | TGSQANKLMR |  | LHNSEVGRQA |
| LRASLEMKCK |  | CHGVSGSCSI |  | RTCWKGLQEL |  | QDVAADLKTR |  | YLSATKVVHR |
| PMGTRKHLVP |  | KDLDIRPVKD |  | SELVYLQSSP |  | DFCMKNEKVG |  | SHGTQDRQCN |
| KTSNGSDSCD |  | LMCCGRGYNP |  | YTDRVVERCH |  | CKYHWCCYVT |  | CRRCERTVER |
| YVCK       |  |            |  |            |  |            |  |            |

A: Аланін

C: Цистеїн

D: Аспарагінова кислота

E: Глутамінова кислота

F: Фенілаланін

G: Гліцин

H: Гістидин

I: Ізолейцин

K: Лізин

L: Лейцин

M: Метіонін

N: Аспарагін

P: Пролін

Q: Глутамін

R: Аргінін

S: Серин

T: Треонін

V: Валін

W: Триптофан

Кодований геном білок за функцією належить до білків розвитку. 
Задіяний у такому біологічному процесі, як сигнальний шлях Wnt. 
Локалізований у позаклітинному матриксі.
Також секретований назовні.